# José Ramón Remacha
José Ramón Remacha Tejada (Burgos) es un diplomático español, embajador desde 2007, profesor y escritor de artículos y libros sobre derecho internacional público y privado.

## Trayectoria
Remacha Tejada nació en Burgos, estudió el bachillerato en La Salle en Bilbao y derecho en la Universidad Complutense de Madrid, universidad en la que también se doctoró. Realizó estudios de especialización en derecho internacional en la Universidad de Cambridge y el London College. Fue profesor en la facultad de derecho de Burgos y decano de la Universidad de Valladolid. Ha sido profesor invitado en universidad de Berkeley, en Georgetown y universidad de Navarra entre otras. Participa en grupos de investigación sobre el estrecho de Gibraltar organizados en la Universidad de Cádiz.
En 1966, Remacha Tejada ingresó en la carrera diplomática, trabajó en Estados Unidos, Suiza, Jordania, Israel, Palestina. Ha sido cónsul general de España en Jerusalén desde 1977 a 1981, y en Tánger. Es embajador de España desde 2007, año en que asciende de Ministro Plenipotenciario de Primera Clase a la categoría de embajador.
Profesor titular de derecho internacional y miembro de asociaciones específicas de derecho internacional como la Asociación Española de Profesores de Derecho Internacional (AEPDIRI), la American Society of International Law (ASIL) y la European Society of International Law (ESIL). Fue decano de la facultad de Derecho de la Universidad de Burgos entre 1986 y 1988.
Ha publicado artículos en revistas de investigación y de difusión, así como libros sobre derecho internacional. Presentó su libro Gibraltar y sus Límites en la Real Academia de Ciencias Morales y Políticas de la que es académico de número. Autor de artículos de opinión en el Diario de Navarra como Hay tres temas intocables para Rabat: la legitimidad alauita, la religión musulmana y el Sahara, publicado el 24 de mayo de 2021.

## Publicaciones seleccionadas
- 2015 Gibraltar y sus límites, Ediciones Trea, S.L. ISBN: 9788497048675[6]